# Thomas Nordahl
Thomas Nordahl (Norrköping, 25 mei 1946) is een voormalig Zweedse voetballer van onder meer RSC Anderlecht en Örebro SK. Hij speelde ook 25 keer voor de Zweedse nationale ploeg. Hij is de zoon van de bekende voetballer Gunnar Nordahl, die onder meer voor AC Milan en AS Roma speelde.

## Clubs
Thomas Nordahl werd geboren op 25 mei 1946 in Norrköping, Zweden. In 1964 debuteerde hij op 18-jarige leeftijd bij Degerfors IF, een club uit de Allsvenskan. De grote, struise middenvelder speelde 14 wedstrijden en was goed voor 4 doelpunten. Het leverde de blonde Nordahl een transfer op naar Örebro SK, waar hij meteen een vaste waarde werd op de rechterflank. In 1966 was hij zelfs goed voor 15 doelpunten in 22 wedstrijden.
In 1968 kwam Juventus een kijkje nemen en bood hem een contract aan. Nordahl aarzelde niet lang en trok voor het eerst in zijn carrière naar het buitenland. Maar de Zweed werd al snel uitgeleend aan RSC Anderlecht. Bij Anderlecht kreeg hij van coach Norberto Höfling meteen een basisplaats. De middenvelder bedankte in z'n eerste seizoenen met 10 doelpunten. Op het einde werd hij bovendien landskampioen en winnaar van de Beker van België. Die laatste trofee won hij een seizoen later opnieuw en in 1971 won hij voor de tweede keer de titel. Nordahl bleef een belangrijke pion bij Anderlecht, ondanks de trainerswissel. In 1970 werd zijn landgenoot Inge Ejderstedt een ploegmaat van hem. Toch verliet hij in '71 de club en verhuisde hij terug naar zijn geboorteland.
In Zweden sloot hij zich opnieuw aan bij Örebro SK. Na een matig seizoen veroverde hij uiteindelijk toch een vaste plaats binnen het elftal. Örebro pakte geen prijzen en was niet meer dan een middenmoter in de Allsvenskan. In 1978 degradeerde de club en Nordahl vertrok naar BK Forward, een andere club uit Örebro. Na twee seizoenen verliet hij ook deze club en speelde hij nog één seizoen voor Sandvikens IF. In 1982 stopte hij met voetballen. Thomas Nordahl was toen 36 jaar.

## Nationale ploeg
Thomas Nordahl speelde in totaal 25 keer voor de Zweedse nationale ploeg. In 1970 nam hij ook deel aan het WK in Mexico.

## Palmares

### Speler
RSC Anderlecht
- Eerste Klasse: 1967–68
- Beker der Jaarbeurssteden: 1969-70 (finalist)